# Aster outeniquae
Aster outeniquae là một loài thực vật có hoa trong họ Cúc. Loài này được Fourc. mô tả khoa học đầu tiên năm 1932.